# Bandola

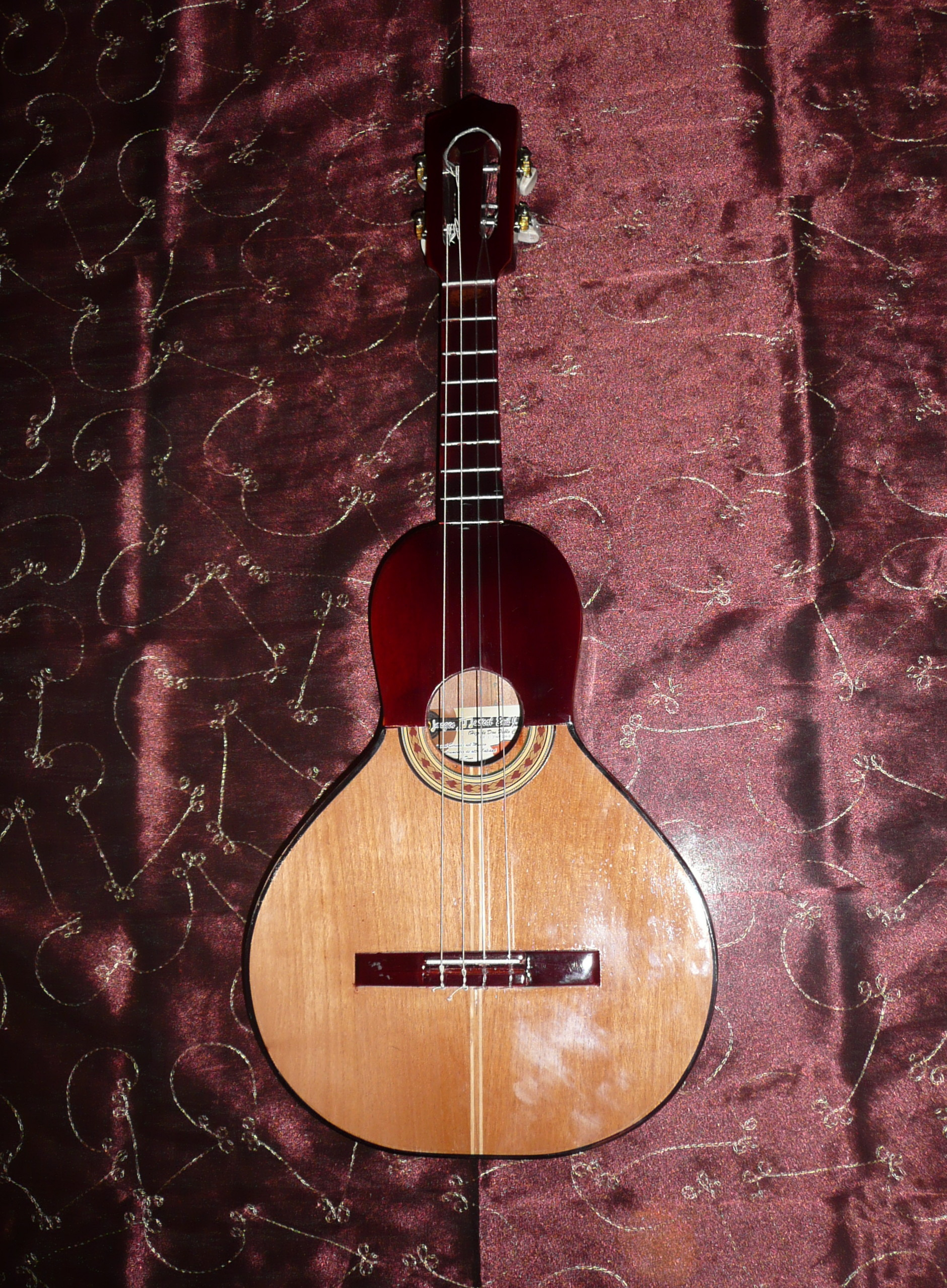
Eine Bandola Llanera

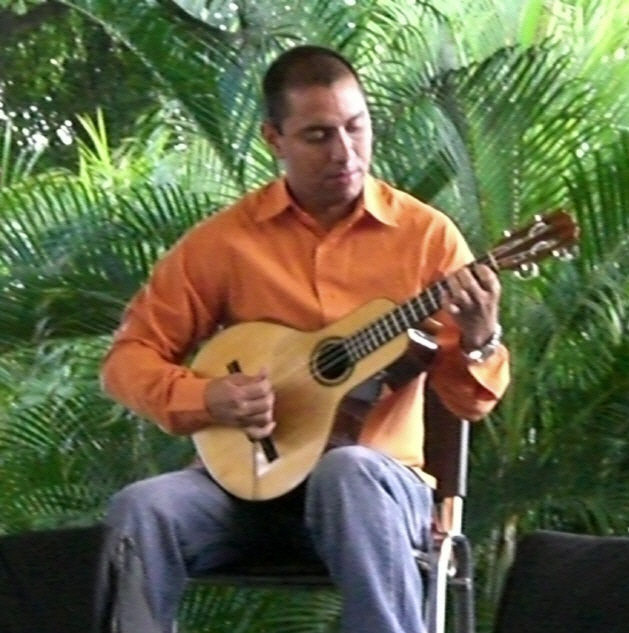
Der venezolanische Bandola-Spieler Moisés Torrealba

Die Bandola ist ein Zupfinstrument, das mit einem biegsamen Hornplättchen (Plektrum) gespielt wird. Es ist vor allem in Venezuela und Kolumbien verbreitet und ist verwandt mit der spanischen Bandurria.
Die Bandola entwickelte sich aus der Laute in der Zeit der arabischen Besetzung Spaniens.
Sie hat 4, 8, 16 oder 18 Saiten.
Die Bandola kennt drei Hauptformen:
- die Bandola llanera (4 Saiten)
- die Bandola andina colombiana (12 bis 18 Saiten)
- die Bandola oriental (8 Saiten)